# Ligue des champions de rink hockey 2005-2006
Navigation
Ligue des champions 2004-2005 Ligue des champions 2006-2007
La Ligue des champions de rink hockey 2005-2006 est la 41e édition de la plus importante compétition européenne de rink hockey entre équipes de club, et la 10e sous la dénomination Ligue des champions. La compétition est remportée par le Follonica qui devient champion d'Europe des clubs pour la 1re fois.

## Déroulement
Cette édition 2005-2006 se déroule en quatre phases : un tour préliminaire, un premier tour, une phase de poules et un Final four.
Le premier tour regroupe 16 des meilleures équipes européennes de rink hockey (dont les trois équipes vainqueurs du tour préliminaire).

Les matchs se jouent en confrontations aller-retour, comme le tour préliminaire. Les 8 équipes qui gagneront en score cumulé auront le droit de jouer la phase de poules. Les 4 équipes possédant le meilleur rang européen seront quant à eux reversé en Coupe CERS.

Pour éviter l'élimination précoce de grosses équipes, le tirage au sort de ce tour s'est effectué avec un chapeau têtes de séries, interdisant ainsi la confrontation de 2 têtes de série au premier tour.
La phase de poules regroupe 8 équipes, réparties dans 2 poules de 4. Chaque équipe rencontre deux fois les autres équipes de la poule. Les 2 meilleures équipes de chaque poules joueront le Final Four.
Le Final Four regroupe sur 2 jours et en terrain neutre, les 4 meilleures équipes de la compétition.

Cette ultime phase est organisée sous la forme d'un mini championnat

## Tour préliminaire
| Domicile       | Resultat | Extérieur       | 1ª Mão | 2ª Mão |
| RSC Cronenberg | 5-11     | Follonica       | 2-7    | 3-4    |
| ERG Iserlohn   | 9-3      | Bury St Edmunds | 5-2    | 4-1    |
| RHC Wimmis     | 2-4      | CE Noia         | 0-3    | 2-1    |
| AS Merignac    | 6-12     | Pati Vic        | 2-5    | 4-7    |

## Premier tour
| Domicile       | Resultat | Extérieur      | 1ª Mão | 2ª Mão |
| FC Barcelona   | 4-5      | Follonica      | 3-1    | 1-4    |
| RHC Dornbirn   | 7-17     | SC Thunerstern | 7-7    | 0-10   |
| HC Quevert     | 5-9      | Hockey Prato   | 1-3    | 4-6    |
| UD Oliveirense | 2-7      | Bassano        | 1-4    | 1-3    |
| La Vendeenne   | 1-10     | FC Porto       | 1-5    | 0-5    |
| CE Noia        | 10-3     | RSC Uttigen    | 6-3    | 4-0    |
| Reus Deportiu  | 15-3     | 'ERG Iserlohn  | 10-3   | 5-0    |
| SL Benfica     | 4-6      | Pati Vic       | 2-2    | 2-4    |

## Phase de poules

### Groupe A
|                | Équipes | Pts | J | V | E | D  | BM | BE  | DB |
| -------------- | ------- | --- | - | - | - | -- | -- | --- | -- |
| Follonica      | 16      | 6   | 5 | 1 | 0 | 34 | 17 | 17  |    |
| FC Porto       | 11      | 6   | 3 | 2 | 1 | 32 | 16 | 16  |    |
| Bassano        | 7       | 6   | 2 | 1 | 3 | 28 | 18 | 10  |    |
| SC Thunerstern | 0       | 6   | 0 | 0 | 6 | 11 | 54 | -43 |    |

|                | FOL | FCP | BAS | THU  |
| -------------- | --- | --- | --- | ---- |
| Follonica      | –   | 3-2 | 5-2 | 12-3 |
| FC Porto       | 4-4 | –   | 3-2 | 11-0 |
| Bassano        | 2-3 | 5-5 | –   | 10-2 |
| SC Thunerstern | 4-7 | 2-7 | 0-7 | –    |

### Groupe B
|               | Équipes | Pts | J | V | E | D  | BM | BE  | DB |
| ------------- | ------- | --- | - | - | - | -- | -- | --- | -- |
| CE Noia       | 13      | 6   | 4 | 1 | 1 | 16 | 8  | 8   |    |
| Reus Deportiu | 10      | 6   | 3 | 1 | 2 | 13 | 11 | 2   |    |
| Pati Vic      | 8       | 6   | 2 | 2 | 2 | 10 | 10 | 0   |    |
| Hockey Prato  | 3       | 6   | 1 | 0 | 5 | 7  | 17 | -10 |    |

|               | NOI | REU | VIC | PRA |
| ------------- | --- | --- | --- | --- |
| CE Noia       | –   | 5-1 | 1-1 | 5-1 |
| Réus Deportiu | 2-0 | –   | 2-3 | 4-0 |
| Pati Vic      | 1-2 | 2-2 | –   | 2-1 |
| Hockey Prato  | 2-3 | 1-2 | 2-1 | –   |

## Final Four

### Matchs
| 1ª Jornada - 5-Maio | 1ª Jornada - 5-Maio | 1ª Jornada - 5-Maio |
| ------------------- | ------------------- | ------------------- |
| FC Porto            | 4-9                 | Follonica           |
| Réus Deportiu       | 3-0                 | CE Noia             |

| 2ª Jornada - 6-Maio | 2ª Jornada - 6-Maio | 2ª Jornada - 6-Maio |
| ------------------- | ------------------- | ------------------- |
| Follonica           | 3-2                 | Réus Deportiu       |
| CE Noia             | 1-4                 | FC Porto            |

| 3ª Jornada - 7-Maio | 3ª Jornada - 7-Maio | 3ª Jornada - 7-Maio |
| ------------------- | ------------------- | ------------------- |
| FC Porto            | 4-3                 | Réus Deportiu       |
| Follonica           | 4-3                 | CE Noia             |

### Classement
|               | Équipes | Pts | J | V | E | D  | BM | BE | DB |
| ------------- | ------- | --- | - | - | - | -- | -- | -- | -- |
| Follonica     | 9       | 3   | 3 | 0 | 0 | 16 | 9  | 7  |    |
| FC Porto      | 6       | 3   | 2 | 0 | 1 | 12 | 13 | -1 |    |
| Réus Deportiu | 3       | 3   | 1 | 0 | 2 | 8  | 7  | 1  |    |
| CE Noia       | 0       | 3   | 0 | 0 | 3 | 4  | 11 | -7 |    |